# ۱۷ اکتبر
۱۷ اکتبر دویست و نودمین (در سال‌های کبیسه دویست و نود و یکمین) روز سال در گاه‌شماری میلادی است. ۷۵ روز تا پایان سال باقی‌است.

## رویدادها
- ۱۶۱۰ - لوئی سیزدهم، پادشاه فرانسه تاجگذاری کرد.
- ۱۶۶۲ - انگلستان دانکرک را به فرانسه فروخت.
- ۱۸۰۰ - بریتانیا سلطه بر کوراسائو مستعمره هلند را در دست گرفت.
- ۱۹۱۲ - جنگ نخست بالکان: صربستان، یونان و بلغارستان به امپراتوری عثمانی اعلان جنگ دادند.
- ۱۹۱۷ - جنگ جهانی اول: نخستین بمباران هوایی آلمان توس بریتانیا
- ۱۹۳۳ - آلبرت اینشتین به ایالات متحده مهاجرت کرد.
- ۱۹۴۱ - جنگ جهانی دوم: او-بوت‌های ورماخت کشتی آمریکایی یواس‌اس کارنی را مورد حمله قرار داند.
- ۱۹۴۱ - توجو هیدکی به عنوان نخست‌وزیر امپراتوری ژاپن برگزیده شد.
- ۱۹۴۳ - راه‌آهن برمه-تایلند افتتاح شد.
- ۱۹۶۶ - بوتسوانا و لسوتو به سازمان ملل متحد پیوستند.
- ۱۹۷۳ - در پی پشتیبانی چند کشور غربی از اسرائیل در جنگ با سوریه سازمان اوپک فروش نفت به این کشورها را تحریم کرد.
- ۱۹۷۷ - چهار روز پس از ربایش پرواز شماره ۱۸۱ خطوط هوایی لوفتانزا و فرود آن در موگادیشو، پایتخت سومالی کوماندوهای آلمانی گروگان‌های باقی مانده را نجات دادند.
- ۱۹۷۹ - مادر ترسا برنده جایزه صلح نوبل شد.
- ۱۹۸۰ - در چارچوب روابط واتیکان و بریتانیا ملکه بریتانیا از شهر واتیکان دیدار کرد.
- ۱۹۸۹ - در اثر زلزله ای به بزرگی ۷٫۱ ریشتر در سان فرانسیسکو آمریکا ۵۷ نفر به‌طور مستقیم و ۶ تن به صورت غیر مستقیم کشته شدند.
- ۲۰۰۱ - رحبعام زئیفی، وزیر گردشگری اسرائیل توسط گروه جبهه مردمی آزادی فلسطین ترور شد.

## زادروزها
- ۱۹۱۲ – ژان پل یکم، پاپ کلیسای کاتولیک
- ۱۹۱۵ – آرتور میلر، نویسنده و نمایش‌نامه‌نویس آمریکایی
- ۱۹۲۶ – روبرتو لیپی، رانندهٔ مسابقات اتومبیل‌رانی فرمول یک اهل ایتالیا (د. ۲۰۱۱)
- ۱۹۳۵ – علیه الجعار، شاعر مصری. [۱]
- ۱۹۴۳ – لیلا العثمان، نویسندۀ داستان کوتاه، رمان‌نویس، روزنامه‌نگار و فعال اجتماعی کویتی. [۲]
- ۱۹۷۲ – امینم، آهنگساز و خوانندهٔ رپ آمریکایی
- ۱۹۷۹ – کیمی رایکونن، رانندهٔ مسابقات اتومبیل‌رانی اهل فنلاند

## درگذشت‌ها
- ۱۹۴۰ – فلورانس اسکاول شین، نویسنده آمریکایی
- ۱۹۴۳ – آرنولد کارپلاس، معمار اهل اتریش
- ۱۹۹۸ – جوان هیکسون، بازیگر انگلیسی

## مناسبت‌ها
- روز جهانی مبارزه با فقر